# Спрингер, Нэнси
Нэнси Коннор Спрингер (англ. Nancy Connor Springer, род. 5 июля 1948, Монтклэр, Нью-Джерси) — американская писательница.

## Биография
Родилась 5 июля 1948 года в Монтклэре, Нью-Джерси, США. Детство провела в полной идиллии с природой в Эдене, где её родители вели фермерскую жизнь. В тринадцать лет переехала в Геттисберг, где её родители приобрели небольшой мотель. В 1969 году вышла замуж за Джоэла Спрингера (у пары двое детей), а в 1970 году получила степень бакалавра в Геттисбергском колледже, после чего в течение некоторого времени начала преподавать в средней школе. Начала свою писательскую карьеру в 1970-х годах. Уже к 1994 году опубликовала пять разных книг в пяти издательствах, а в 1995 году впервые стала лауреаткой премии «Эдгар». В 1996 году рассталась с мужем, а в 1999 году встретила своего второго мужа — Джейми Фернандо Пинто, с которым в 2007 году переехала в отдалённый от людей район Флориды.

## Писательская карьера
В течение более 40 лет написала более 50 книг. Одной из известнейших книг писательницы является роман «Держаться» (Toughing It), рассказывающий про парня, который ищет убийцу своего брата. Сначала Нэнси хотела сконцентрировать всё внимание на теме скорби по близкому человеку, но в конце концов решила раскрыть преступление. В 1995 году роман принёс ей премию «Эдгар». Эту же награду писательница получила за роман «В поисках Джейми Бриджера» (Looking for Jamie Bridger), где девушка по имени Джейми, в поисках своих родителей, узнаёт, что её мамой и папой являются её бабушка и дедушка, которые на старости лет родили её после того, как выгнали из дома своего сына-гея, которого тоже звали Джейми.
Также Нэнси писала истории про Камелот, среди которых: «Я — Мордред» и «Я — фея Моргана». Более того, издала серию романов про Рован Гуд — девушку, выдающую себя за парня и идущую в Шервудский лес в поисках Робин Гуда, своего отца. Также известна серией романов об Эноле Холмс, младшей сестре (на 20 лет) Шерлока Холмса.

## Произведения

### Серии

#### Книга королевства Айл
1. The White Hart (1979) — «Белый олень»;
2. The Book of Suns (1977) распространена как The Silver Sun (1980) — «Книга солнц»; «Серебряное солнце»;
3. The Sable Moon (1981) — «Соболиная луна»;
4. The Black Beast (1982) — «Чёрное чудовище»;
5. The Golden Swan (1983) — «Золотой лебедь».

#### Король моря
1. Madbond (1987)
2. Mindbond (1987)
3. Godbond (1988)

#### Сказки про Рован Гуд
1. Rowan Hood: Outlaw Girl of Sherwood Forest (2001) — «Рован Гуд: Девушка-грабитель из Шервудского леса»;
2. Lionclaw (2002) — «Коготь льва»
3. Outlaw Princess of Sherwood (2003) — «Принцесса-грабитель Шервуда»;
4. Wild Boy (2004) — «Дикий парень»;
5. Rowan Hood Returns (2005) — «Возвращение Рован Гуд».

#### Тайны Энолы Холмс
1. The Case of the Missing Marquess (2006) — «Энола Холмс и пропавший маркиз»;
2. The Case of the Left-Handed Lady (2007) — «Энола Холмс и секрет серой печати»;
3. The Case of the Bizarre Bouquets (2008) — «Энола Холмс и таинственные букеты»;
4. The Case of the Peculiar Pink Fan (2008) — «Энола Холмс и загадка розового веера»;
5. The Case of the Cryptic Crinoline (2009) — «Энола Холмс и Леди с лампой»;
6. The Case of the Gypsy Goodbye (2010) — «Энола Холмс и зловещие знаки»

### Другие романы
- Wings of Flame (1985) — «Крылья славы»
- Chains of Gold (1986) — «Золотые цепи»
- A Horse to Love (1987) — «Любимый конь»
- The Hex Witch of Seldom (1988) — «Черная колдунья из Селдома»
- Not on a White Horse (1988) — «Не на белом коне»
- Apocalypse (1989) — «Апокалипсис»
- They're All Named Wildfire (1989)
- Red Wizard (1990) — «Красный маг»
- Colt (1991) — «Лоша»
- Damnbanna (1992) — «Дембанна»
- The Friendship Song (1992) — «Песня о дружбе»
- The Great Pony Hassle (1993) — «Спор о большом пони»
- Toughing It (1994) — «Держаться»
- The Blind God is Watching (1994) — «Слепой бог наблюдает»
- Larque on the Wing (1994) — «Ларк на крыле»
- The Boy on a Black Horse (1994) — «Парень на чёрном коне»
- Metal Angel (1994) — «Ангел металла»
- Looking for Jamie Bridger (1996) — «В поисках Джейми Бриджер»
- Fair Peril (1996) — «Немалая опасность»
- Secret Star (1997) — «Тайная звезда»
- I Am Mordred (1998) — «Я — Мордред»
- Sky Rider (1999) — «Летун»
- Plumage (2000) — «Плюмаж»
- Separate Sisters (2001) — «Разъединённые сёстры»
- I am Morgan le Fay (2001) — «Я — фея Моргана»
- Needy Creek (2001) — «Нуждающийся ручей»
- Blood Trail (2003) — «Кровавый след»
- Dusssie (2007) — «Дусси»

### Сборники
- Chance and Other Gestures of the Hand of Fate (1985) — «Шанс и другие жесты руки судьбы»;
- Stardark Songs (1993) — «Песни чёрной звезды».